# Karl Gottlob Rössig

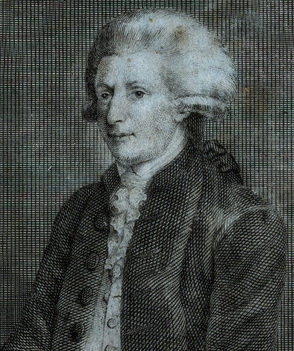
Karl Gottlob Rössig

Karl Gottlob Rössig, auch Carl und Rößig, Roessig (* 27. Dezember 1752 in  Merseburg; † 21. November 1806 in Leipzig) war ein deutscher Jurist.

## Leben
Nach dem Besuch des Domgymnasiums in seiner Heimatstadt studierte Rössig von 1770 bis 1783 Philosophie und Rechtswissenschaft an der Universität Leipzig. Währenddessen unterrichtete er zwei Söhne Professor Hommels, ab 1763 Rektor der Universität. Als Bachelor durfte Rössig zudem in Leipzig als Advokat arbeiten. Sein Studium schloss Rössig als Magister Artium ab und wurde 1783 an seiner Alma Mater zum Doktor der Rechte promoviert. An der dortigen Philosophischen Fakultät lehrte er ab 1784 als Außerordentlicher Professor und wurde 1793 zum Ordentlichen Professor für Natur- und Völkerrecht an der Juristischen Fakultät ernannt. Letztere Professur behielt er bis zu seinem Tode im Jahr 1806. 
Konsistorialassessor Rössig war ab 1801 Beisitzer am Konsistorium Leipzig. Als botanisch und landwirtschaftlich engagierter Gelehrter war er Mitglied der Leipziger Ökonomischen Sozietät sowie der Churfürstlich Sächsischen Physikalisch-Ökonomischen Bienengesellschaft in der Oberlausitz. Außerdem war er ab 1799 Mitglied der Leipziger Gelehrtengesellschaft Societas Jablonoviana. Sein botanisches Autorenkürzel lautet Rössig.

## Werk (Auswahl)
- Beiträge zur Ökonomie. Lübeck 1781
- Versuch einer pragmatischen Geschichte der Ökonomie- Polizey- und Cameralwissenschaften. Bd. 2,1. Leipzig, 1782
- Die Finanzwissenschaft nach ihren ersten Grundsätzen entworfen von Karl Gottlob Rößig. Leipzig 1789
- Lehrbuch der Technologie für den angehenden Staatswirth und den sich bildenden oder reisenden Technologen. Jena 1790
- Die Alterthümer der Deutschen in einem ausführlichen Handbuche dargestellt. Leipzig 1797
- Lehr- und Handbuch der Politik. Leipzig 1804
- Handbuch des Buchhandelsrechts, systematisch dargestellt für Rechtsgelehrte, Buchhändler und Schriftsteller. Leipzig 1804
- Die Geschichte des deutschen Privatrechts. Leipzig 1806
- Die Chursächsische Staatskunde. Leipzig 1806
- Oekonomisch-botanische Beschreibung der verschiedenen und vorzüglichen Arten Ab- und Spielarten der Rosen zu näherer Berichtigung derselben für Liebhaber von Lustanlagen und Gärten. Kleefeld, Leipzig 1799–1803
- Die Rosen, nach der Natur gezeichnet und coloriert mit kurzen botanischen Bestimmungen begleitet. Industrie-Comptoir, Leipzig 1801–1804

## Ehrung
Die  Jablonowskische Gesellschaft der Wissenschaften zeichnete Rössig zweimal aus.